# یواس‌اس کورتنی (دی‌ئی-۱۰۲۱)
یواس‌اس کورتنی (دی‌ئی-۱۰۲۱) (به انگلیسی: USS Courtney (DE-1021)) یک کشتی بود که طول آن ۳۱۴ فوت ۶ اینچ (۹۵٫۸۶ متر) بود. این کشتی در سال ۱۹۵۵ ساخته شد.